# Sarápul
Sarápul (en ruso: Сара́пул) es una ciudad ubicada en el sureste de la república de Udmurtia, Rusia, a la orilla derecha del río Kama —uno de los principales afluentes del Volga—, y a unos 60 km al sureste de Izhevsk, la capital de la república. Su población en el año 2010 era de 101 000 habitantes, lo que la sitúa como la segunda más poblada de la república de Udmurtia, tras la capital.

## Historia

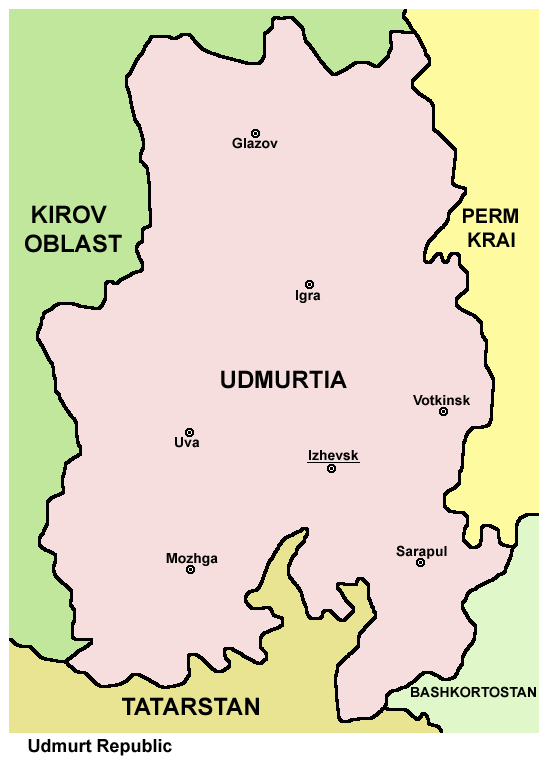
Mapa de Udmurtia en el que aparece Sarápul

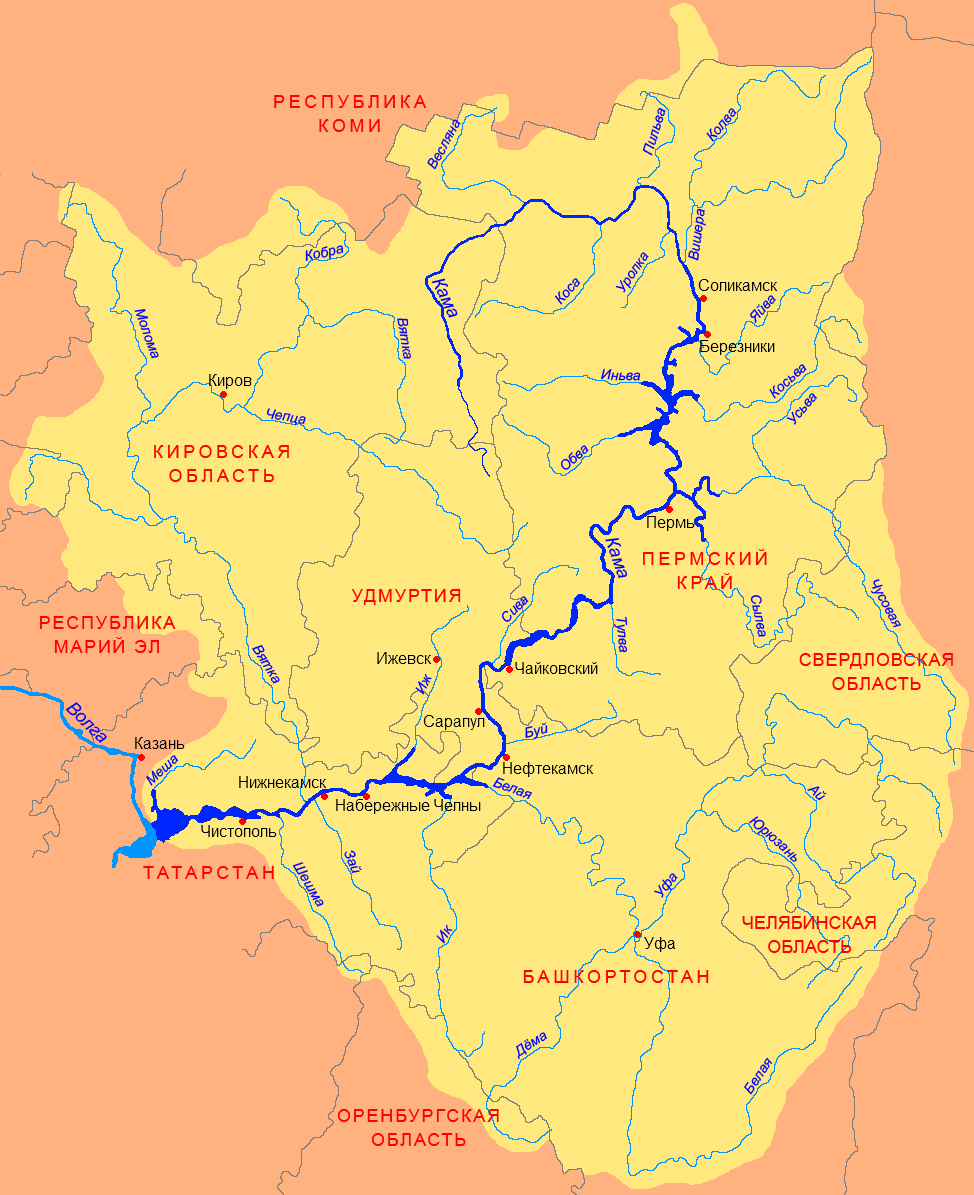
Mapa en ruso del río Kama en el que aparece —sobre la orilla derecha de su curso medio-bajo— Sarápul (Сара́пул)

Sarápul es una de las ciudades más antiguas situadas a orillas del río Kama. Fue mencionada por primera vez en 1596. Se cree que el nombre de Sarápul proviene del idioma chuvasio y significa peces amarillos o esturiones que se dan en abundancia en esta parte del río.
Sarápul fue cartografiada por primera vez en 1780, cuando se había convertido en una importante ciudad mercantil y había desarrollado una fructífera industria de calzado. Por todo esto, es la segunda ciudad más importante de la república de Udmurtia, tras la capital.